# Gran Premio de Austria de Motociclismo de 2025
El Gran Premio de Austria de Motociclismo de 2025 (oficialmente BWIN Grand Prix of Austria) fue la decimotercera prueba del Campeonato del Mundo de Motociclismo de 2025. Tuvo lugar en el fin de semana del 15 al 17 de agosto de 2025 en el Red Bull Ring, situado en la ciudad de Spielberg, Estiria (Austria).
La carrera al sprint de MotoGP fue ganada por Marc Márquez, seguido de Álex Márquez y Pedro Acosta.
La carrera de MotoGP fue ganada por Marc Márquez, seguido de Fermín Aldeguer y Marco Bezzecchi. Diogo Moreira fue el ganador de la prueba de Moto2, por delante de Daniel Holgado y Celestino Vietti. La carrera de Moto3 fue ganada por Ángel Piqueras, Ryusei Yamanaka fue segundo y David Muñoz tercero.
Esta prueba fue la tercera ronda doble de la Temporada 2025 del Campeonato del Mundo de MotoE. La primera carrera de MotoE fue ganada por Matteo Ferrari, Héctor Garzó fue segundo y Eric Granado tercero. La segunda carrera fue ganada por Matteo Ferrari, seguido de Mattia Casadei y Héctor Garzó.

## Resultados

### Resultados MotoGP

#### Carrera al sprint
| Pos.    | N.º | Piloto                | Equipo                            | Constructor | Vueltas | Tiempo              | Parrilla | Puntos |
| ------- | --- | --------------------- | --------------------------------- | ----------- | ------- | ------------------- | -------- | ------ |
| 1       | 93  | Marc Márquez          | Ducati Lenovo Team                | Ducati      | 14      | 20:56.071           | 4        | 12     |
| 2       | 73  | Álex Márquez          | BK8 Gresini Racing MotoGP         | Ducati      | 14      | +1.180              | 2        | 9      |
| 3       | 37  | Pedro Acosta          | Red Bull KTM Factory Racing       | KTM         | 14      | +3.126              | 7        | 7      |
| 4       | 72  | Marco Bezzecchi       | Aprilia Racing                    | Aprilia     | 14      | +4.032              | 1        | 6      |
| 5       | 33  | Brad Binder           | Red Bull KTM Factory Racing       | KTM         | 14      | +4.782              | 11       | 5      |
| 6       | 54  | Fermín Aldeguer       | BK8 Gresini Racing MotoGP         | Ducati      | 14      | +6.032              | 6        | 4      |
| 7       | 23  | Enea Bastianini       | Red Bull KTM Tech3                | KTM         | 14      | +8.294              | 5        | 3      |
| 8       | 49  | Fabio Di Giannantonio | Pertamina Enduro VR46 Racing Team | Ducati      | 14      | +10.953             | 15       | 2      |
| 9       | 5   | Johann Zarco          | LCR Honda Castrol                 | Honda       | 14      | +11.999             | 12       | 1      |
| 10      | 1   | Jorge Martín          | Aprilia Racing                    | Aprilia     | 14      | +12.111             | 14       |        |
| 11      | 20  | Fabio Quartararo      | Monster Energy Yamaha MotoGP      | Yamaha      | 14      | +13.387             | 16       |        |
| 12      | 10  | Luca Marini           | Honda HRC Castrol                 | Honda       | 14      | +13.704             | 13       |        |
| 13      | 36  | Joan Mir              | Honda HRC Castrol                 | Honda       | 14      | +13.822             | 10       |        |
| 14      | 21  | Franco Morbidelli     | Pertamina Enduro VR46 Racing Team | Ducati      | 14      | +14.564             | 8        |        |
| 15      | 79  | Ai Ogura              | Trackhouse Racing MotoGP          | Aprilia     | 14      | +18.414             | 19       |        |
| 16      | 42  | Álex Rins             | Monster Energy Yamaha MotoGP      | Yamaha      | 14      | +19.365             | 17       |        |
| 17      | 43  | Jack Miller           | Prima Pramac Yamaha               | Yamaha      | 14      | +20.844             | 20       |        |
| 18      | 88  | Miguel Oliveira       | Prima Pramac Yamaha               | Yamaha      | 14      | +21.581             | 18       |        |
| Ret     | 25  | Raúl Fernández        | Trackhouse Racing MotoGP          | Aprilia     | 9       | Retirado            | 9        |        |
| Ret     | 63  | Francesco Bagnaia     | Ducati Lenovo Team                | Ducati      | 8       | Retirado            | 3        |        |
| WD      | 12  | Maverick Viñales      | Red Bull KTM Tech3                | KTM         |         | Retirado del evento |          |        |
| 1.      |     |                       |                                   |             |         |                     |          |        |
| Fuente: |     |                       |                                   |             |         |                     |          |        |

#### Carrera larga
| Pos.    | N.º | Piloto                | Equipo                            | Constructor | Vueltas | Tiempo              | Parrilla | Puntos |
| ------- | --- | --------------------- | --------------------------------- | ----------- | ------- | ------------------- | -------- | ------ |
| 1       | 93  | Marc Márquez          | Ducati Lenovo Team                | Ducati      | 28      | 42:11.006           | 4        | 25     |
| 2       | 54  | Fermín Aldeguer       | BK8 Gresini Racing MotoGP         | Ducati      | 28      | +1.118              | 6        | 20     |
| 3       | 72  | Marco Bezzecchi       | Aprilia Racing                    | Aprilia     | 28      | +3.426              | 1        | 16     |
| 4       | 37  | Pedro Acosta          | Red Bull KTM Factory Racing       | KTM         | 28      | +6.864              | 7        | 13     |
| 5       | 23  | Enea Bastianini       | Red Bull KTM Tech3                | KTM         | 28      | +8.731              | 5        | 11     |
| 6       | 36  | Joan Mir              | Honda HRC Castrol                 | Honda       | 28      | +10.132             | 10       | 10     |
| 7       | 33  | Brad Binder           | Red Bull KTM Factory Racing       | KTM         | 28      | +10.476             | 11       | 9      |
| 8       | 63  | Francesco Bagnaia     | Ducati Lenovo Team                | Ducati      | 28      | +12.486             | 3        | 8      |
| 9       | 25  | Raúl Fernández        | Trackhouse Racing MotoGP          | Aprilia     | 28      | +15.472             | 9        | 7      |
| 10      | 73  | Álex Márquez          | BK8 Gresini Racing MotoGP         | Ducati      | 28      | +15.537             | 2        | 6      |
| 11      | 21  | Franco Morbidelli     | Pertamina Enduro VR46 Racing Team | Ducati      | 28      | +16.185             | 8        | 5      |
| 12      | 5   | Johann Zarco          | LCR Honda Castrol                 | Honda       | 28      | +16.241             | 12       | 4      |
| 13      | 10  | Luca Marini           | Honda HRC Castrol                 | Honda       | 28      | +18.478             | 13       | 3      |
| 14      | 79  | Ai Ogura              | Trackhouse Racing MotoGP          | Aprilia     | 28      | +18.491             | 19       | 2      |
| 15      | 20  | Fabio Quartararo      | Monster Energy Yamaha MotoGP      | Yamaha      | 28      | +25.256             | 16       | 1      |
| 16      | 42  | Álex Rins             | Monster Energy Yamaha MotoGP      | Yamaha      | 28      | +30.316             | 17       |        |
| 17      | 88  | Miguel Oliveira       | Prima Pramac Yamaha               | Yamaha      | 28      | +34.008             | 18       |        |
| 18      | 43  | Jack Miller           | Prima Pramac Yamaha               | Yamaha      | 28      | +37.478             | 20       |        |
| Ret     | 49  | Fabio Di Giannantonio | Pertamina Enduro VR46 Racing Team | Ducati      | 20      | Problemas técnicos  | 15       |        |
| Ret     | 1   | Jorge Martín          | Aprilia Racing                    | Aprilia     | 13      | Caída               | 14       |        |
| WD      | 12  | Maverick Viñales      | Red Bull KTM Tech3                | KTM         |         | Retirado del evento |          |        |
| 1.      |     |                       |                                   |             |         |                     |          |        |
| Fuente: |     |                       |                                   |             |         |                     |          |        |

### Resultados Moto2
| Pos.    | N.º | Piloto                  | Constructor | Vueltas | Tiempo             | Parrilla | Puntos |
| ------- | --- | ----------------------- | ----------- | ------- | ------------------ | -------- | ------ |
| 1       | 10  | Diogo Moreira           | Kalex       | 23      | 36:05.205          | 2        | 25     |
| 2       | 27  | Daniel Holgado          | Kalex       | 23      | +2.375             | 1        | 20     |
| 3       | 13  | Celestino Vietti        | Boscoscuro  | 23      | +5.351             | 3        | 16     |
| 4       | 75  | Albert Arenas           | Kalex       | 23      | +5.817             | 7        | 13     |
| 5       | 14  | Tony Arbolino           | Boscoscuro  | 23      | +6.448             | 13       | 11     |
| 6       | 4   | Iván Ortolá             | Boscoscuro  | 23      | +7.449             | 12       | 10     |
| 7       | 7   | Barry Baltus            | Kalex       | 23      | +7.625             | 11       | 9      |
| 8       | 95  | Collin Veijer           | Kalex       | 23      | +7.729             | 9        | 8      |
| 9       | 28  | Izan Guevara            | Boscoscuro  | 23      | +8.056             | 17       | 7      |
| 10      | 44  | Arón Canet              | Kalex       | 23      | +11.813            | 8        | 6      |
| 11      | 12  | Filip Salač             | Boscoscuro  | 23      | +13.463            | 18       | 5      |
| 12      | 24  | Marcos Ramírez          | Kalex       | 23      | +13.669            | 14       | 4      |
| 13      | 71  | Ayumu Sasaki            | Kalex       | 23      | +15.987            | 15       | 3      |
| 14      | 17  | Daniel Muñoz            | Kalex       | 23      | +19.611            | 16       | 2      |
| 15      | 15  | Darryn Binder           | Kalex       | 23      | +20.513            | 24       | 1      |
| 16      | 21  | Alonso López            | Boscoscuro  | 23      | +20.609            | 10       |        |
| 17      | 9   | Jorge Navarro           | Forward     | 23      | +20.953            | 23       |        |
| 18      | 99  | Adrián Huertas          | Kalex       | 23      | +21.498            | 22       |        |
| 19      | 11  | Álex Escrig             | Forward     | 23      | +24.345            | 25       |        |
| 20      | 96  | Jake Dixon              | Boscoscuro  | 23      | +27.714            | 20       |        |
| 21      | 84  | Zonta van den Goorbergh | Kalex       | 23      | +31.080            | 19       |        |
| 22      | 54  | Mattia Pasini           | Kalex       | 23      | +33.042            | 27       |        |
| 23      | 19  | Unai Orradre            | Boscoscuro  | 23      | +40.374            | 26       |        |
| 24      | 92  | Yuki Kunii              | Kalex       | 23      | +41.656            | 28       |        |
| 25      | 41  | Nakarin Atiratphuvapat  | Kalex       | 23      | +49.544            | 29       |        |
| Ret     | 80  | David Alonso            | Kalex       | 18      | Caída              | 5        |        |
| Ret     | 16  | Joe Roberts             | Kalex       | 9       | Caída              | 21       |        |
| Ret     | 18  | Manuel González         | Kalex       | 7       | Problemas técnicos | 4        |        |
| Ret     | 81  | Senna Agius             | Kalex       | 0       | Caída              | 6        |        |
| 1.      |     |                         |             |         |                    |          |        |
| Fuente: |     |                         |             |         |                    |          |        |

### Resultados Moto3
| Pos.    | N.º | Piloto             | Constructor | Vueltas | Tiempo             | Parrilla | Puntos |
| ------- | --- | ------------------ | ----------- | ------- | ------------------ | -------- | ------ |
| 1       | 36  | Ángel Piqueras     | KTM         | 20      | 33:36.516          | 2        | 25     |
| 2       | 6   | Ryusei Yamanaka    | KTM         | 20      | +0.096             | 3        | 20     |
| 3       | 64  | David Muñoz        | KTM         | 20      | +0.171             | 14       | 16     |
| 4       | 28  | Máximo Quiles      | KTM         | 20      | +0.250             | 5        | 13     |
| 5       | 99  | José Antonio Rueda | KTM         | 20      | +0.541             | 8        | 11     |
| 6       | 72  | Taiyo Furusato     | Honda       | 20      | +0.625             | 15       | 10     |
| 7       | 73  | Valentín Perrone   | KTM         | 20      | +1.851             | 1        | 9      |
| 8       | 31  | Adrián Fernández   | Honda       | 20      | +2.141             | 6        | 8      |
| 9       | 94  | Guido Pini         | KTM         | 20      | +2.194             | 11       | 7      |
| 10      | 83  | Álvaro Carpe       | KTM         | 20      | +4.181             | 7        | 6      |
| 11      | 66  | Joel Kelso         | KTM         | 20      | +4.204             | 10       | 5      |
| 12      | 22  | David Almansa      | Honda       | 20      | +4.256             | 9        | 4      |
| 13      | 71  | Dennis Foggia      | KTM         | 20      | +4.691             | 4        | 3      |
| 14      | 12  | Jacob Roulstone    | KTM         | 20      | +5.331             | 12       | 2      |
| 15      | 19  | Scott Ogden        | KTM         | 20      | +9.374             | 13       | 1      |
| 16      | 89  | Marcos Uriarte     | KTM         | 20      | +21.633            | 16       |        |
| 17      | 21  | Ruché Moodley      | KTM         | 20      | +21.745            | 19       |        |
| 18      | 67  | Casey O'Gorman     | Honda       | 20      | +21.874            | 20       |        |
| 19      | 54  | Riccardo Rossi     | Honda       | 20      | +24.331            | 21       |        |
| 20      | 10  | Nicola Carraro     | Honda       | 20      | +27.288            | 18       |        |
| 21      | 8   | Eddie O’Shea       | Honda       | 20      | +35.518            | 23       |        |
| 22      | 93  | Arbi Aditama       | Honda       | 20      | +35.571            | 24       |        |
| 23      | 55  | Noah Dettwiler     | KTM         | 20      | +35.642            | 25       |        |
| 24      | 82  | Stefano Nepa       | Honda       | 20      | +43.591            | 22       |        |
| NC      | 32  | Vicente Pérez      | Honda       | 4       | Problemas técnicos | 26       |        |
| Ret     | 14  | Cormac Buchanan    | KTM         | 0       | Caída              | 17       |        |
| 1.      |     |                    |             |         |                    |          |        |
| Fuente: |     |                    |             |         |                    |          |        |

### Resultados MotoE

#### Carrera 1
| Pos.    | N.º | Piloto              | Vueltas | Tiempo    | Parrilla | Puntos |
| ------- | --- | ------------------- | ------- | --------- | -------- | ------ |
| 1       | 11  | Matteo Ferrari      | 7       | 11:32.425 | 1        | 25     |
| 2       | 1   | Héctor Garzó        | 7       | +1.184    | 4        | 20     |
| 3       | 51  | Eric Granado        | 7       | +1.235    | 3        | 16     |
| 4       | 99  | Óscar Gutiérrez     | 7       | +1.485    | 8        | 13     |
| 5       | 7   | Lorenzo Baldassarri | 7       | +1.969    | 5        | 11     |
| 6       | 47  | Tibor Varga         | 7       | +2.817    | 9        | 10     |
| 7       | 61  | Alessandro Zaccone  | 7       | +3.959    | 6        | 9      |
| 8       | 9   | Andrea Mantovani    | 7       | +4.296    | 12       | 8      |
| 9       | 29  | Nicholas Spinelli   | 7       | +5.079    | 10       | 7      |
| 10      | 81  | Jordi Torres        | 7       | +6.679    | 7        | 6      |
| 11      | 72  | Alessio Finello     | 7       | +7.131    | 13       | 5      |
| 12      | 12  | Jacopo Hosciuc      | 7       | +7.334    | 11       | 4      |
| 13      | 21  | Kevin Zannoni       | 7       | +9.495    | 18       | 3      |
| 14      | 19  | Luca Bernardi       | 7       | +11.725   | 15       | 2      |
| 15      | 77  | Raffaele Fusco      | 7       | +15.043   | 16       | 1      |
| 16      | 6   | María Herrera       | 7       | +15.827   | 14       |        |
| 17      | 28  | Tommaso Occhi       | 7       | +28.927   | 17       |        |
| Ret     | 40  | Mattia Casadei      | 0       | Caída     | 2        |        |
| Fuente: |     |                     |         |           |          |        |

#### Carrera 2
| Pos.    | N.º | Piloto              | Vueltas | Tiempo    | Parrilla | Puntos |
| ------- | --- | ------------------- | ------- | --------- | -------- | ------ |
| 1       | 11  | Matteo Ferrari      | 7       | 11:34.231 | 1        | 25     |
| 2       | 40  | Mattia Casadei      | 7       | +0.141    | 2        | 20     |
| 3       | 1   | Héctor Garzó        | 7       | +0.506    | 4        | 16     |
| 4       | 47  | Tibor Varga         | 7       | +0.574    | 9        | 13     |
| 5       | 7   | Lorenzo Baldassarri | 7       | +1.148    | 5        | 11     |
| 6       | 61  | Alessandro Zaccone  | 7       | +4.293    | 6        | 6      |
| 7       | 99  | Óscar Gutiérrez     | 7       | +2.081    | 8        | 10     |
| 8       | 29  | Nicholas Spinelli   | 7       | +2.246    | 10       | 9      |
| 9       | 81  | Jordi Torres        | 7       | +2.384    | 7        | 8      |
| 10      | 9   | Andrea Mantovani    | 7       | +2.600    | 12       | 7      |
| 11      | 12  | Jacopo Hosciuc      | 7       | +5.548    | 11       | 5      |
| 12      | 72  | Alessio Finello     | 7       | +8.593    | 13       | 4      |
| 13      | 19  | Luca Bernardi       | 7       | +13.556   | 15       | 3      |
| 14      | 6   | María Herrera       | 7       | +14.212   | 14       | 2      |
| 15      | 77  | Raffaele Fusco      | 7       | +22.232   | 16       | 1      |
| 16      | 28  | Tommaso Occhi       | 7       | +24.493   | 17       |        |
| 17      | 21  | Kevin Zannoni       | 7       | +1:35.946 | 18       |        |
| Ret     | 51  | Eric Granado        | 6       | Caída     | 3        |        |
| Fuente: |     |                     |         |           |          |        |